# Un posto nel mondo (romanzo)
(Dal romanzo)
Un posto nel mondo è il terzo romanzo di Fabio Volo, pubblicato nel 2006.

## Trama
Michele e Federico sono due amici inseparabili, una di quelle coppie di amici che divide tutto: dalle donne alle sbronze in piazza del sabato sera. Federico, insoddisfatto della propria vita da eterno adolescente, decide di intraprendere un viaggio nella speranza di dare un senso alla sua vita. Parte così senza soldi (perché per viaggiare non servono poi tanti soldi) e senza una meta, fiducioso di trovare nel mondo la sua nuova casa. 
Dopo qualche tempo ritorna, cambiato dalle esperienze vissute e soprattutto dall'amore per Sophie, ragazza francese conosciuta a Capo Verde. 
Poche settimane dopo, però, Federico perderà la vita in un tragico incidente in moto. La sua scomparsa prematura e improvvisa scuote a tal punto Michele da spingerlo a mettere in gioco tutte le certezze della sua vita e a ripercorrere il percorso tracciato dall'amico, fino a giungere anche lui a Capo Verde, dove conosce Sophie e la aiuta a completare il progetto iniziato insieme a Federico. Scoprendo sensazioni semplici mai assaporate prima come il piacere di godere dello splendido paesaggio che lo circonda e delle persone semplici e genuine con cui viene in contatto, Michele ritrova una ragione di vita e decide di rientrare in Italia accompagnando Sophie e Angelica, la neonata figlia di Federico. Riconquisterà la sua ex fidanzata, Francesca, e insieme avranno una figlia, Alice.
Il tema del romanzo è la richiesta di qualcosa di più dalla vita, e cioè la realizzazione del sogno che tutti hanno nel cassetto nascosto sotto il tran-tran della vita quotidiana.

## Edizioni
- Fabio Volo (Fabio Bonetti), Un posto nel mondo , Mondadori, 2006,  p. 259.